# خوارا
خوارا (به پرتغالی: Juara) یک منطقهٔ مسکونی در برزیل است که در ماتو گروسو واقع شده‌است. خوارا ۲۲٬۶۲۲٫۳۵۰ کیلومتر مربع مساحت و ۳۵٬۱۲۱ نفر جمعیت دارد.